# Veli Školj (Funtana)
Veli Školj (Veliki Školj) je nenaseljeni otočić uz zapadnu obalu Istre, dio Vrsarskog otočja. Najbliže naselje je Funtana. Smješten je malo zapadno od Grgetovog rta.
Površina otoka je 59.600 m2, duljina obalne crte 909 m, a visina 20 metara.
Prema Zakonu o otocima, a glede demografskog stanja i gospodarske razvijenosti, Veli Školj je svrstan u "male, povremeno nastanjene i nenastanjene otoke i otočiće" za koje se donosi programe održivog razvitka otoka.
U Državnom programu zaštite i korištenja malih, povremeno nastanjenih i nenastanjenih otoka i okolnog mora Ministarstva regionalnoga razvoja i fondova Europske unije, svrstan je pod otočiće. Pripada općini Funtana.

## Vanjske poveznice
|  | Zajednički poslužitelj ima još gradiva o temi Veli Školj (Funtana) |